# Ari Sandel
Pour les articles homonymes, voir Sandel.
Ari Sandel, né le 5 septembre 1974 à Calabasas, est un réalisateur américain.

## Filmographie partielle
- 2005 : West Bank Story (court-métrage)
- 2015 : DUFF : Le faire-valoir
- 2018 : When We First Met
- 2018 : Chair de poule 2 : Les Fantômes d'Halloween (Goosebumps 2: Haunted Halloween)